# Crescentius I. Nomentanus

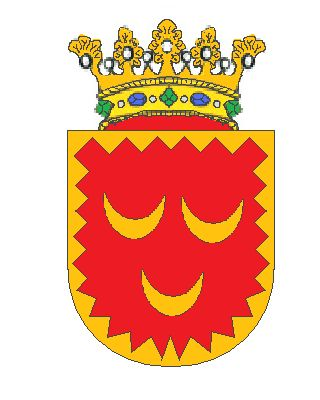
Wappen der Crescentier

Crescentius I. Nomentanus († 29. April 998 in Rom), manchmal fälschlicherweise als Johannes I. Crescentius Nomentanus, manchmal als Crescentius II. bezeichnet, war einflussreicher römischer Patricius und Gegenspieler Kaiser Ottos III. Er war am Sturz von Papst Johannes XIV. 984 beteiligt, wodurch Papst Bonifatius VII. wieder eingesetzt wurde. 

## Leben
Er war Sohn des Crescentius de Theodora und der Sergia. Sein Bruder war Johannes I. Crescentius. Er selbst war verheiratet mit Stephania. Aus dieser Ehe ging ein Sohn, Johannes II. Crescentius, hervor. Die mächtige Familie der Crescentier beherrschte Ende des 10. und Anfang des 11. Jahrhunderts Rom und die Päpste. 
Er war – unter Papst Johannes XV. (in Rom der eigentliche Machthaber) – Anführer der Rebellion gegen den Kaiser. Nachdem Kaiser Otto in Rom seinen Cousin Brun(o) von Kärnten als Gregor V. zum Papst wählen ließ, saßen beide über Crescentius zu Gericht. Er wurde zum Tode verurteilt, aber vom neuen Papst begnadigt. Daraufhin leistete Crescentius dem Kaiser den Treueeid. Als Otto III. 997 Rom verließ, brach Crescentius I. Nomentanus seinen geleisteten Treueeid wieder und kürte mit Hilfe der Byzantiner den Kalabresen Johannes Philagathos zum Gegenpapst Johannes XVI. Ohne die Präsenz und somit ohne den Schutz des Kaisers musste Gregor V. nach Spoleto fliehen. Mit Unterstützung Ottos kehrte er jedoch 998 zurück. 
Nach der Erstürmung der Engelsburg wurde Crescentius gefangen genommen und wegen Eidbruchs zum Tode verurteilt. Er wurde auf den höchsten Turm der Engelsburg geführt und vor den Augen der johlenden Menge enthauptet. Sein Leichnam wurde von den Mauern hinabgestürzt und letztlich mit den Füßen nach oben an einem Galgen auf dem Monte Mario aufgehängt.